# (181670) Kengyun
(181670) Kengyun est un astéroïde de la ceinture principale.

## Description
(181670) Kengyun est un astéroïde de la ceinture principale. Il fut découvert le 28 janvier 2008 à l'observatoire de Lulin (Taïwan) par Hong Qin Lin et Ye Quan-Zhi. Il présente une orbite caractérisée par un demi-grand axe de 3,18 UA, une excentricité de 0,03 et une inclinaison de 11,5° par rapport à l'écliptique.